# Pluto et son instinct
Pour plus de détails, voir Fiche technique et Distribution.
Pluto et son instinct (Primitive Pluto) est un court métrage d'animation américain de la série Pluto réalisé par Charles A. Nichols pour les studios Disney et sorti en 1950.

## Synopsis
Pluto est dans la cabane forestière de Mickey et des loups hurlent au-dehors, faisant ressurgir sa nature primitive.

## Fiche technique
- Titre original : Primitive Pluto
- Titre français : Pluto et son instinct
- Autres titres :
  - Finlande : Alkukantainen Pluto
  - Italie : Pluto cavernicolo
  - Suède : Pluto på jakt, Primitiva Pluto
- Série : Pluto
- Réalisation : Charles A. Nichols
- Scénario : Eric Gurney, Bill de la Torre
- Décors : Ralph Hulett
- Layout : Karl Karpé
- Animation : Dan McManus, George Kreisl, George Nicholas, Robert Youngquist
- Musique : Oliver Wallace
- Production : Walt Disney
- Société de production : Walt Disney Productions
- Société de distribution : RKO Radio Pictures
- Pays :  États-Unis
- Langue : anglais
- Format : Couleur (Technicolor) -  35 mm - 1,37:1 - Son mono (RCA Sound System)
- Durée : 6 min
- Dates de sortie : 
  - États-Unis : 19 mai 1950[1]

## Distribution

### Voix originales
- Pinto Colvig : Pluto
- Paul Frees : Primo

## Commentaires
L'instinct primaire de Pluto, représenté sous la forme d'un mini-loup, a été baptisé par les scénaristes « Primo ».